# Poniklá (stacja kolejowa)
Poniklá – stacja kolejowa w miejscowości Poniklá, w kraju libereckim, w Czechach. Znajduje się na wysokości 400 m n.p.m.
Jest zarządzana przez Správę železnic. Na stacji nie ma możliwości zakupu biletów, a obsługa podróżnych odbywa się w pociągu.

## Linie kolejowe
- 042 Martinice v Krkonoších - Rokytnice nad Jizerou